# Trésor de Vindelev

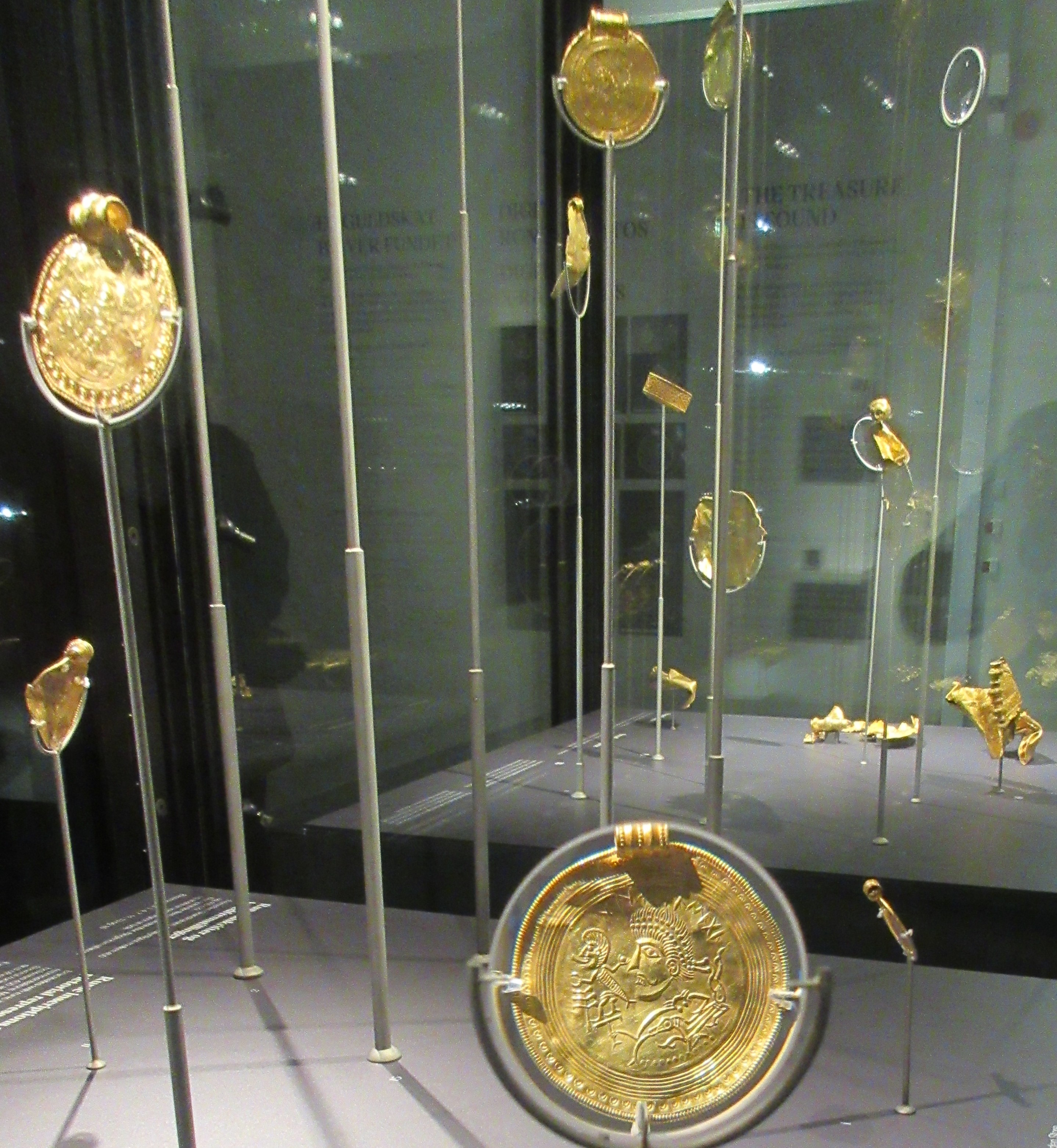
Exposition du trésor au Vejle Art Museum (2022)

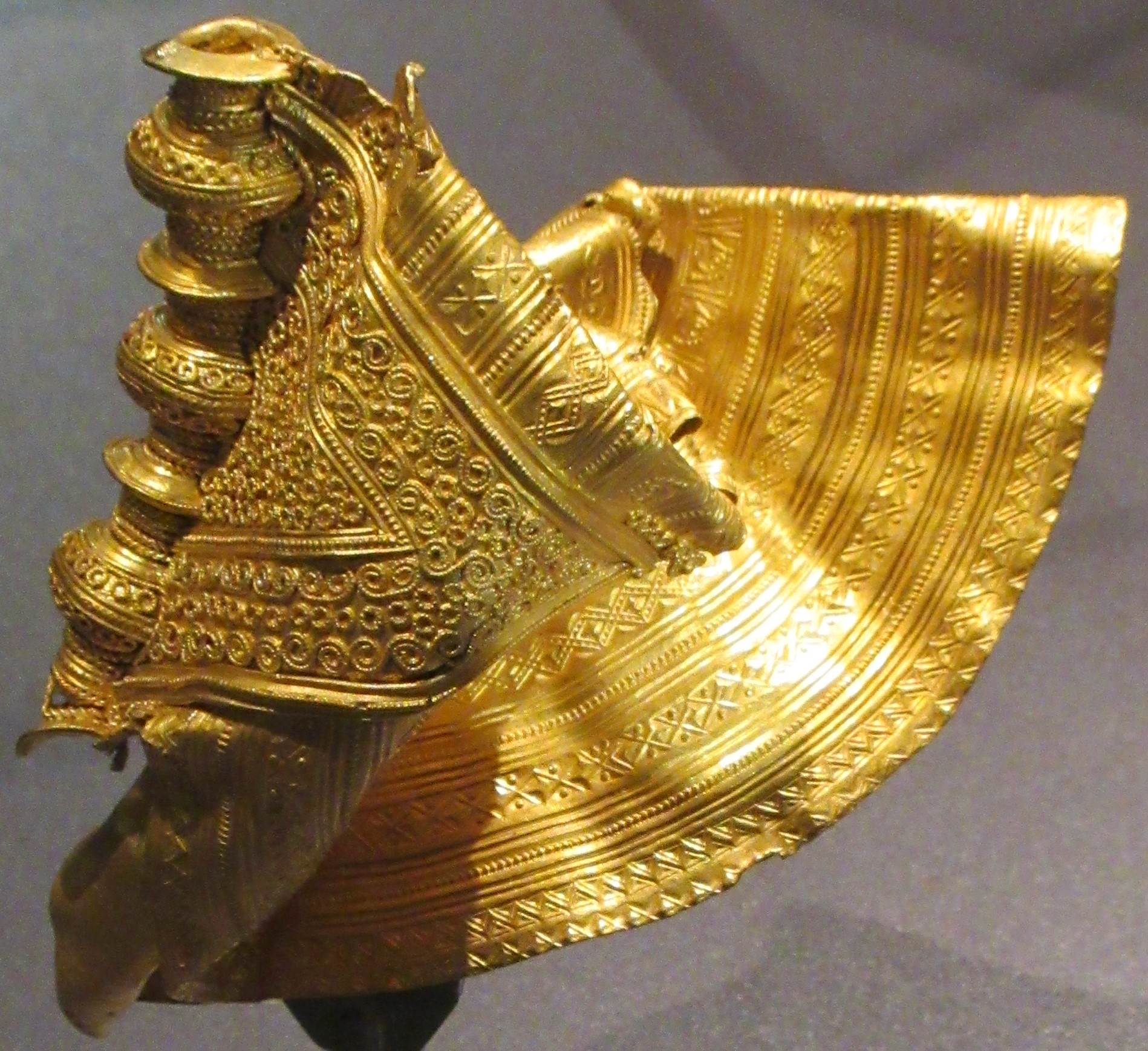
X10, le plus grand bractéate d'or connu au monde

Le trésor de Vindelev provient d'une découverte réalisée en 2020 dans un champ à Vindelev au Danemark, à environ huit kilomètres au nord-est de Jelling, au sud-est de la péninsule du Jutland. Le trésor de l'âge du fer germanique se compose d'un total de 23 objets datant de l'époque des migrations entre le Ve et VIe siècles. Il s'agit notamment de quatre pièces de monnaie romaines, de seize médailles frappées sur une face en feuille d'or, appelées bractéates, certaines de taille inhabituelle avec un diamètre de près de 14 cm, et de la décoration en or d'un fourreau d'épée. Les découvertes sont importantes non seulement en raison de leur taille et de la haute qualité de leur fabrication, mais aussi en raison de ce qui pourrait être la plus ancienne mention connue du dieu nordique Odin.

## Découverte
Le trésor est découvert en décembre 2020 par Ole Ginnerup Schytz dans un champ à Vindelev, à environ huit kilomètres au nord-est de Jelling dans le Jutland, au Danemark. Le trésor ne se trouvait qu’à une dizaine de centimètres sous la surface, c’est-à-dire dans la couche labourée. Néanmoins, la majorité des découvertes ont lieu dans deux zones distantes de seulement quatre mètres. Seuls trois disques d'or particulièrement grands sont transportés plus loin par le labour et sont endommagés au cours du processus. Un bractéate est déchiré en trois parties, retrouvées à 90 mètres l'une de l'autre. Le poids total des objets récupérés et nettoyés est de 794 grammes. 
Les fouilles sur le site de la découverte par les archéologues du Vejlemuseum à la fin de l'été 2021 ont révélé des éclats de poterie, quelques fragments de verre, des restes de broches en argent et environ 840 trous de poteaux pouvant être attribués à plusieurs bâtiments. L'examen du sol attaché aux trouvailles et des trous de poteaux par la méthode au radiocarbone a révélé que les deux datent de la même période. Cela a révélé que le trésor était situé dans une maison longue orientée nord-ouest-sud-est, entourée d'autres maisons plus petites. Selon les archéologues, il s'agissait d'une résidence princière avec la salle princière au milieu.

## Description
Le trésor contient au total 23 objets. Outre quatre pièces de monnaie romaines et seize bractéates en or, certaines de taille inhabituelle avec un diamètre de près de 14 cm, la garniture en or d'un fourreau d'épée a également été trouvée. Les bractéates ainsi que les solidi romains ont chacun un bord décoratif et des œillets joliment décorés afin de pouvoir être utilisés comme pendentifs.
Neuf des bractéates présentent un ou, plus rarement, deux bustes masculins de profil. La plupart des bractéates portent des inscriptions runiques, mais jusqu'à présent, seules certaines d'entre elles ont été interprétées.

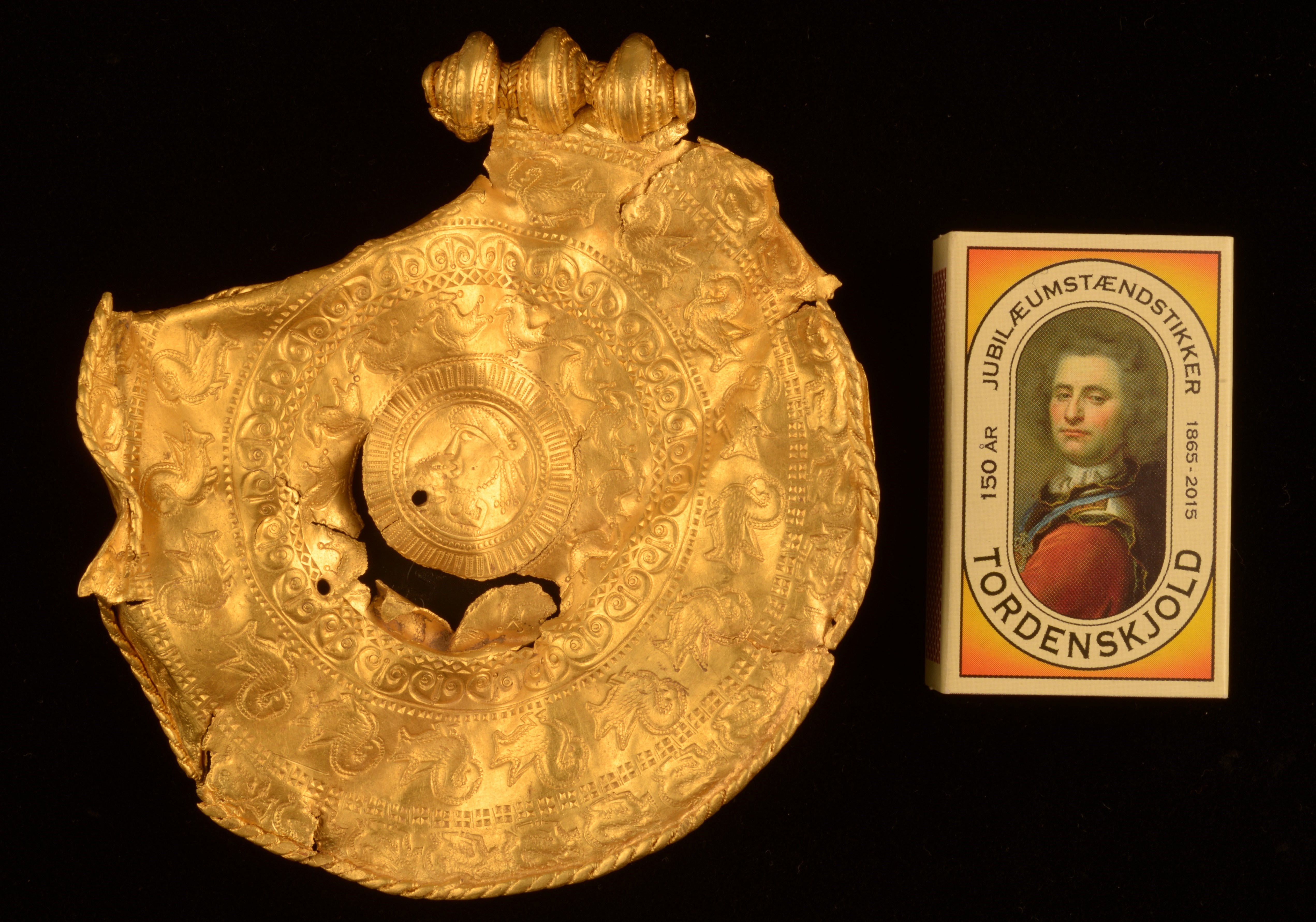
Bracteate X9, 10,3 cm de haut, avec boîte d'allumettes pour comparer les tailles ; Les deux trous servaient à fixer un raccord pour réparer la fissure déjà survenue lors de l'utilisation.

Afin de ne pas avoir à déplier les bractéates, ils ont été numérisés par tomographie par ordinateur au centre d'imagerie 3D de l'Université technique du Danemark et, à l'aide des données obtenues, ils ont été dépliés numériquement et rendus lisibles.

### Monnaies romaines

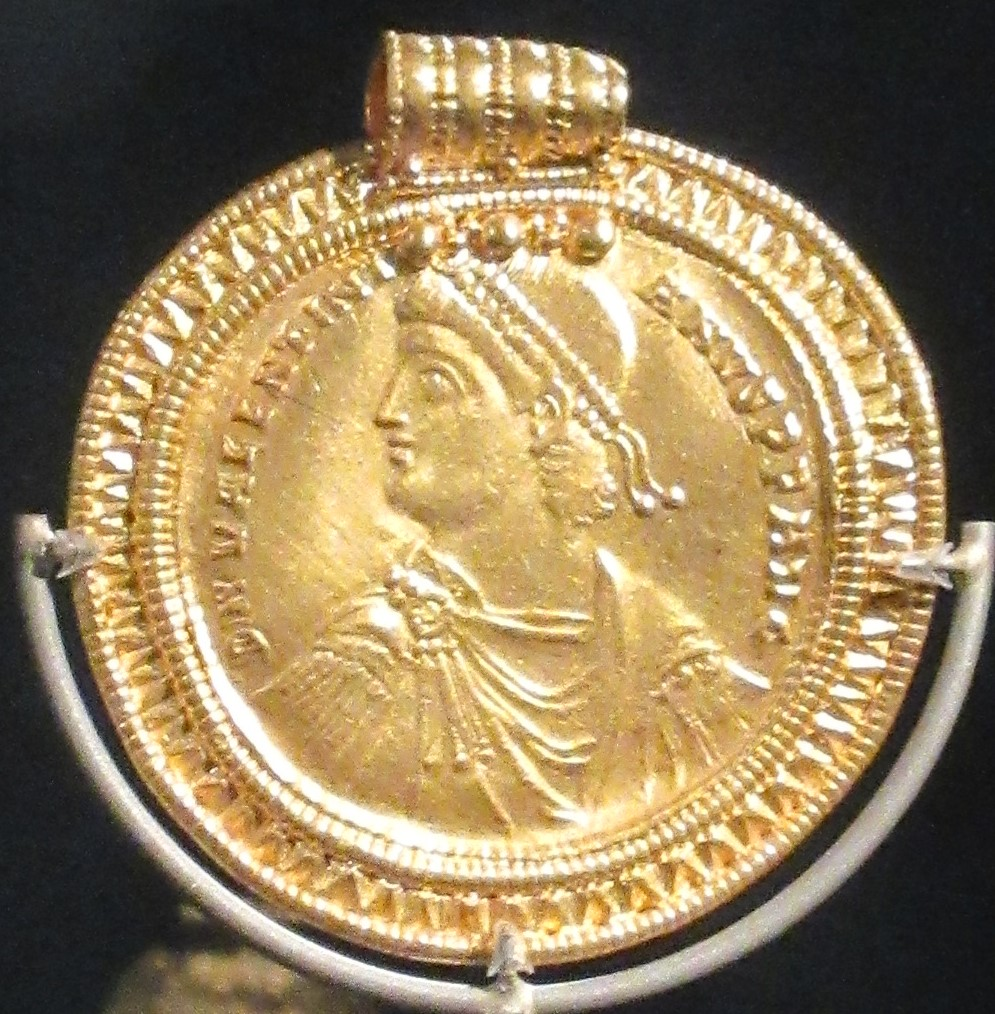
Solidus de Valentinien transformé en médaillon (X15)

Les quatre monnaies romaines représentent les empereurs Constantin I, Constant, Valentinien I et Gratien, Les quatre pièces sont encadrées d'un bord décoratif et munies d'œillets afin de pouvoir être portées comme pendentif de collier. L'utilisation de pièces de monnaie romaines comme pendentifs est également connue grâce à d'autres découvertes, comme le trésor de Brangstrup (de) avec un total de 48 pièces d'or romaines, dont plusieurs avaient été percées et servaient probablement de colliers. 

### Bractéate deHouaʀ

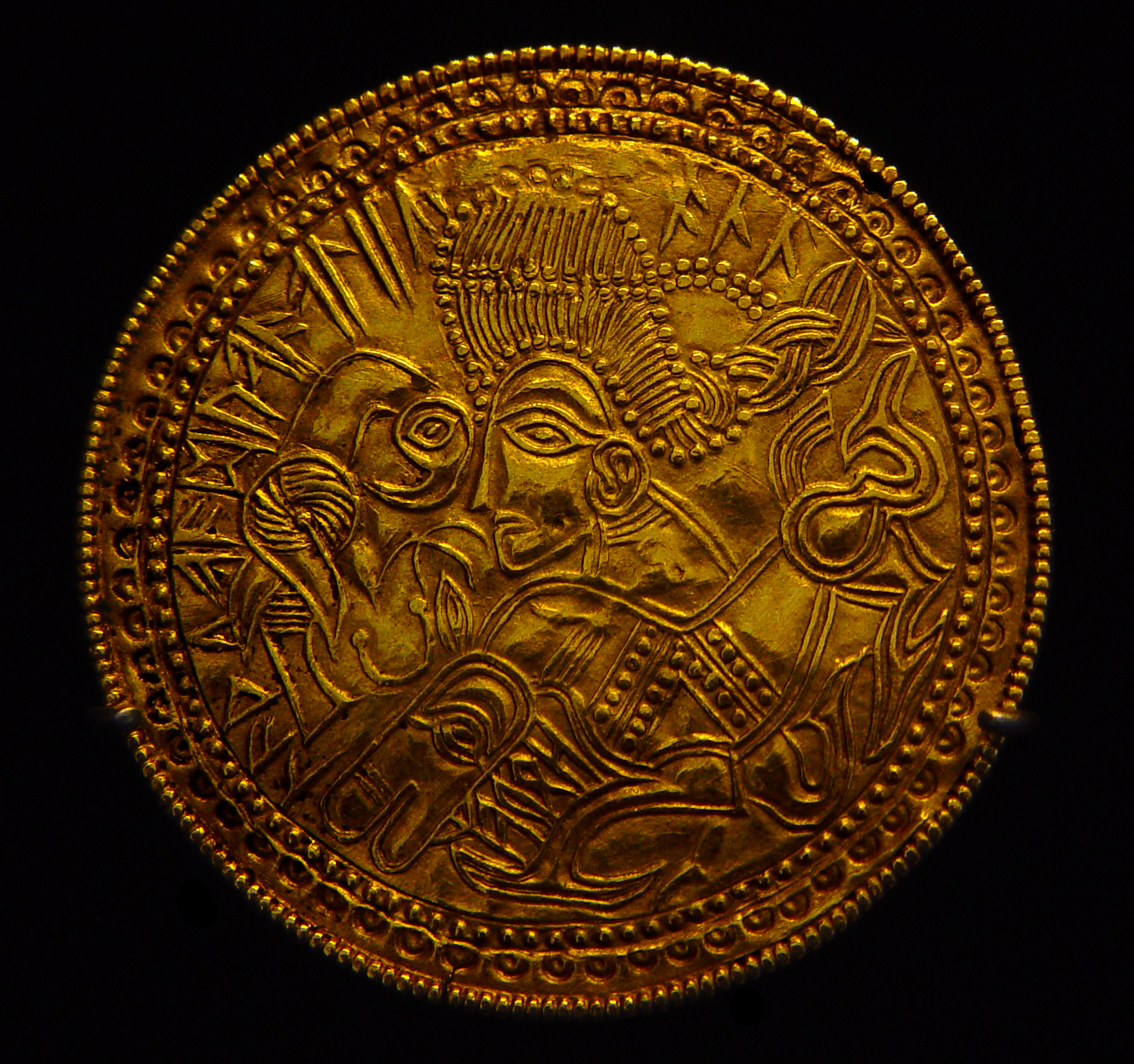
IK 58 (DR BR42), trouvé à Funen avant 1689, est une pièce parallèle à X4

L'image centrale du Bractéate montre un homme aux cheveux longs avec une couronne impériale romaine rappelant les tiares et anneau de cou, un animal à quatre pattes, vraisemblablement un cheval, avec un bois ou une corne semi-circulaire et des rubans ornés autour du cou et du ventre, et un oiseau au bec incurvé. Cette forme de bractéates est comptée dans la famille de formulaires C2.
Une inscription runique en proto-norrois longe le bord. L'inscription peut contenir des témoignages anciens de la mythologie nordique : le mot devant la tête du cheval est transcrit par certains chercheurs comme houaʀ ou houaz. L'interprétation comme « le Très-Haut » peut faire référence à Odin, qui fut désigné par cette épithète au cours des siècles suivants. Cela pourrait soutenir la thèse de Karl Hauck selon laquelle les hommes couronnés sur les bractéates représentent des dieux, de préférence Odin.
La runologue Lisbeth Imer et le linguiste Krister Vasshus, quant à eux, interprètent ces runes comme horace, qui signifie bien-aimé et pourrait décrire une personne ou un cheval. 

## Site archéologique

### Datation et dépôt
L'archéologue Morten Axboe décrit la découverte comme équivalente à celle des cornes d'or de Gallehus. Il date l'époque de production des bractéates à la seconde moitié du Ve siècle. Cela les rend plus âgés que les bractéates comparables provenant d’autres découvertes d’or.
On ne sait pas pourquoi l’or a été enterré. L'emplacement au sein d'une maison longue, supposée être une résidence princière, indique une cachette lors des conflits militaires. Cependant, le pliage symétrique de plusieurs grandes bractées avant l'enterrement suggère un dépôt votif. Outre le trésor de Vindelev, d'autres trouvailles datées d'une période comparable sont connues, comme les bractéates de Nebenstedt ou le trésor d'or de Hjarnø découvert près de Horsens en 2016. Une théorie avancée par Morten Axboe et d'autres place l'accumulation de trésors au 6ème siècle, lors des événements climatiques de 536-550. On suppose, entre autres choses, que les gens à cette époque effectuaient davantage de sacrifices et de dépôts votifs.

### Emplacement
Le site se trouve à environ 300 mètres au sud-est du village de Vindelev dont la terminaison en -lev suggère que le lieu a été fondé au 4ème ou 5ème siècle. 
À environ 500 mètres du site se trouve un tumulus qui a été labouré au XVIIIe siècle, dans lequel des fragments d'urnes avec des restes d'os brûlés et un peigne en os ont été récupérés en 1861. 
Puisque le site n'est qu'à huit kilomètres de Jelling, construit au 10ème siècle. Selon Mads Kähler Holst, c'était le lieu de sépulture de Gorm au 9ème siècle et la résidence royale de son fils Harald. Selon Mads Kähler Holst, il est raisonnable de supposer qu'il y avait déjà un siège de dirigeant dans cette zone.